# ヤマトサウルス
ヤマトサウルス（学名：Yamatosaurus）は、約7194万年前から約7169万年前にあたる上部白亜系下部マーストリヒチアン階から化石が産出した、アジア大陸の中緯度・東岸部に棲息していた恐竜。当時陸地の東側に広がる海底であった、現在の日本列島の淡路島南部に属する地層（兵庫県洲本市域）で発見されている（cf. #タフォノミー）。鳥盤目ハドロサウルス科に分類される1属で、目下のところ、Y. izanagii の1種のみが知られている。
全長 7 - 8 m（メートル）、推定体重 4 - 5 t（トン）。
2004年（平成16年）5月に歯骨（下顎骨の一部。cf. #MNHAH D1-033516）など一部の骨格化石が発見され、同年中に尾椎など追加の発見もあった。発見当初はランベオサウルス亜科に属するものと考えられたが、分析の結果、基盤的ハドロサウルス科の新属と判明し、2021年（令和3年）4月27日付で学術雑誌『Scientific Reports』に記載された。
後期白亜紀の後半においてハドロサウルス科の基部系統群と派生的系統群が分布域を重複することなく棲息していたことを示唆しているほか、同科の進化史の手がかりになり得ると見なされている。

## 名称
学名は Yamatosaurus izanagii と命名され、イギリスの学術雑誌『Scientific Reports』の2021年4月27日発売号に記載された。これを受けて標準和名は日本語慣習読みで「ヤマトサウルス・イザナギイ」になった。

### Yamato-saurus
属名 Yamatosaurus の "Yamato" は、大和時代における日本の国名の代表的な一つであった日本語固有名詞「ヤマト（倭、大和、ほか）」である。"saurus" のほうは、「トカゲ」を意味する古代ギリシア語普通名詞 "σαῦρος（サウロス）" に由来する分類学用ラテン語名詞接尾辞 "-saurus（サウルス）" であり、「爬虫類」を意味するが、恐竜に用いられることが多いため、「恐竜」と意訳して差し支えない。

### izanagi-i
種小名 izanagii（［古典ラテン語発音準拠］イザナギイー、［現代科学用ラテン語発音準拠］イザナギイー、イザナギイ、［日本語慣習読み］イザナギイ） は、日本神話に登場する神道の神「イザナギ（伊邪那岐、伊弉諾、伊耶那岐）」の名をラテン語の名詞属格接尾辞 "-ī（イー）" と組み合わせた混種語で、「イザナギにちなんだ」「イザナギにゆかりある」などといった意味になる。
日本神話において、イザナギは、夫婦となったイザナミとの共同作業で「大八島/大八州（オホヤシマ）」すなわち日本の島々を創り出すのであるが、この国生み神話における「島生み」で、いの一番に生み出した島が「淡道之穂之狭別島（アハヂノホノサワケシマ）」すなわち淡路島であった。このような「地上世界の開闢譚」から淡路島を日本の島々の"原初"と見做すことができ、ハドロサウルス科の"原初"に関わる恐竜がその淡路島から産出したわけで、研究者たちはそこに着目してイザナギと本種を関連付け、神の名を種小名に採用した。

### 伊弉諾の倭竜
伊弉諾の倭竜（イザナギのやまとりゅう）は、本種の記載を公表する際に研究者たちが発表した和名の一つである。記者会見の席では第一発見者である岸本眞五が掲げた「新属新種」の告知用パネルに、標準和名の「ヤマトサウルス・イザナギイ」、学名の「Yamatosaurus izanagii 」、丸括弧内に「伊弉諾の倭竜 イザナギのやまとりゅう」という配置で記されていた。なお、「伊弉諾」は淡路島における「イザナギ」の漢字表記であり、淡路国の一宮であった伊弉諾神宮による祭神名「伊弉諾尊（イザナギノミコト）」に準じている。

### 大和龍
中国語では "Yamatosaurus" を「大和龍（簡体字: 大和龙）」、Yamatosaurus izanagii を「伊弉諾大和龍（簡体字: 伊奘诺大和龙）」と漢訳している。

## 歴史

### 発見

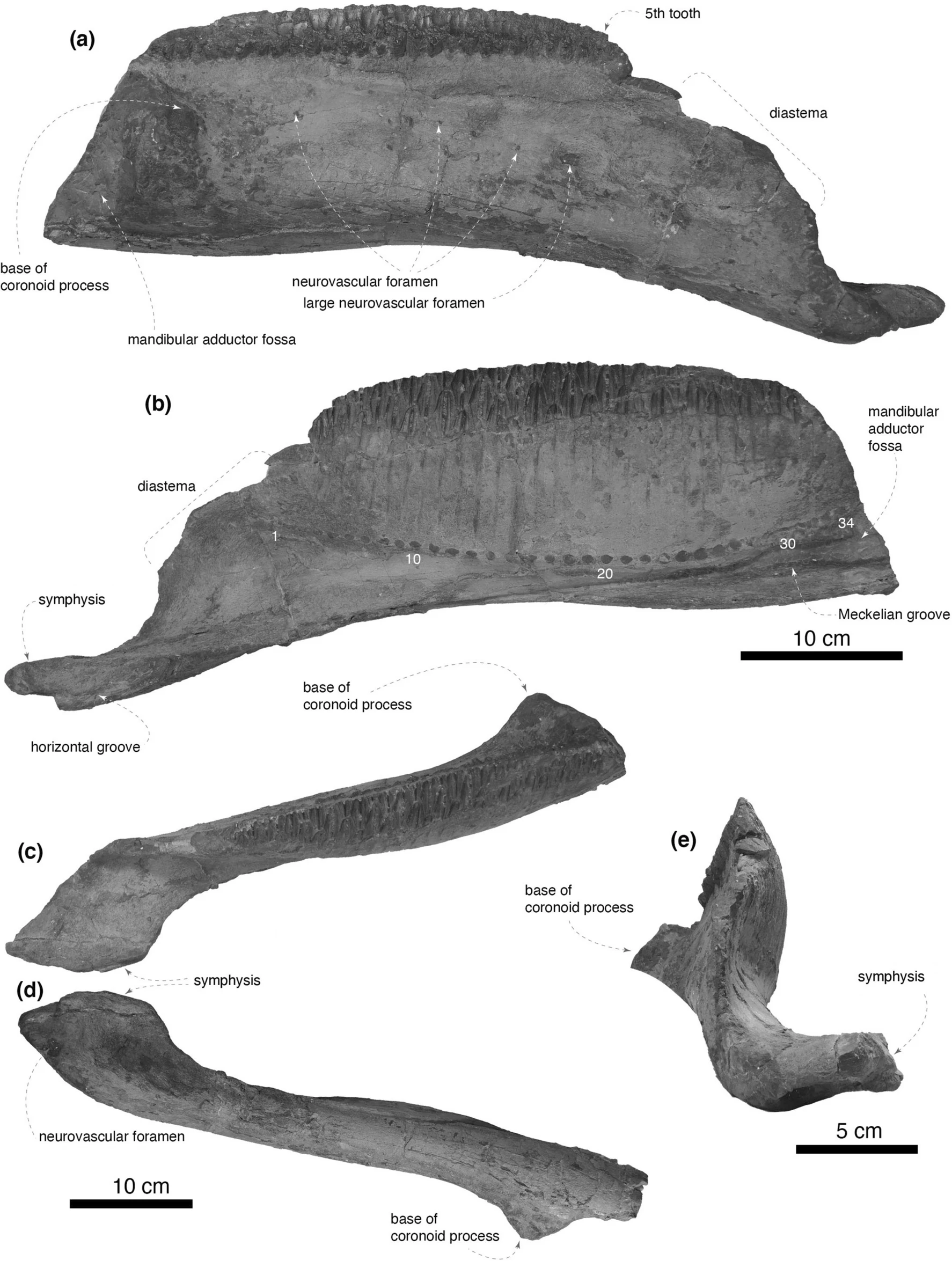
ホロタイプ標本 MNHAH D1-033516右下側の歯骨部分を5つの角度から捉えている。

2004年（平成16年）5月、兵庫県姫路市在住のアマチュア化石研究家・岸本眞五は、同県内にある淡路島の南部一帯に広がる和泉層群（いずみ そうぐん）で大型脊椎動物の化石を発見した。場所は、島の南東部を流れる洲本川以南の下流域。洲本平野の一角。行政区画上の洲本市東域に位置する由良地区（旧・由良町）内であった。産出した地層は、係る層群の中間層にあたる中部亜層群の、後期白亜紀マーストリヒト階（※カンパン階とする資料もあるが、本項は記載論文の記述である "the early Maastrichtian (71.94–71.69 Ma)" に準拠する。）に属する累層である北阿万累層（きたあま るいそう。年代：約7194万年前 - 約7169万年前）であった。
岸本は目にしたことのない化石に興奮を覚えた。彼が探索していたのは数十年も通い詰めてきた海成層（形成された時期に海底であった地層）であり、陸棲動物である恐竜の発見を期待していたわけではなかったのであるが、しかし、そこにある歯骨が植物食動物のものであることと、これほど大きな下顎骨を有する植物食動物が当時の海棲種では知られていないことにすぐに気づき、それを有する可能性が高いのは植物食恐竜であることを思って、膝がガクガクと震えたという。恐竜の化石を目当てにしていなかったために発見できた化石であった。
岸本が直感したとおり、化石は植物食恐竜のものであった。岸本は、右下側の歯骨（MNHAH D1-033516. ■右に画像あり）、頸椎骨、烏口骨など、合計7点を採取していた。その後、同月のうちに「兵庫県立人と自然の博物館（通称：ひとはく）」の研究員らが発掘調査を行い、頸肋骨や尾椎骨を含む追加の化石16点を採取した。これにより、本種の化石標本は23点を数えることとなった。
同年7月30日、係る化石の発見はマスメディア向けに公表された。歯骨の歯列はとりわけ保存状態が良好で、福井県・岐阜県・熊本県で報告されている恐竜化石と同等であった。ハドロサウルス科の化石は、2004年当時、北海道小平町や、福島県の広野町およびいわき市で、単離した化石が産出しているのみであったが、複数の骨で構成されている淡路島標本は日本で産出したハドロサウルス科の化石の中では当時最高の保存度で、日本の恐竜化石の中でもトップクラスの保存状態であると発表された。また、これは関西地方から報告された初の恐竜化石でもあった。

### 研究初期
2013年（平成25年）、岸本は自ら発見した本種の化石7点を「兵庫県立人と自然の博物館」に寄贈している。寄贈された博物館は、翌2014年（平成26年）2月11日に岸本への感謝状の贈呈式を執り行うとともに、同館内にて岸本由来の本種化石7点の臨時展示を同日から4月6日まで行った。
2015年（平成27年）には、洲本市立淡路文化史料館にて企画展『淡路島の化石たち』が開催されており、ランベオサウルス亜科に属する化石種と見做されたうえで、本種化石標本のレプリカが展示された。
その間、フクイサウルス（別名：福井竜）やカムイサウルス（別名：むかわ竜）の研究でも知られる古生物学者・小林快次を始めとする研究者たちによる本種化石標本の分析が始まっていた。

### 記載
小林らによって分析された本種は、ランベオサウルス亜科やサウロロフス亜科と近縁ではあるが、それらより古い形質を具えていることが分かってきた。10 mと推定されていた全長は下方修正された。研究の結果、本種は小林らによって学名を Yamatosaurus izanagii と命名され、2021年（令和3年）4月に記載された（※学名等についてはセクション『名称』で詳説している）。系統分類や体格等の数値に関する先述の新知見も、記載論文で明文化された。
なお、本種の記載論文の発表を受けて以下の施設で実骨・レプリカを問わず展示がなされている。
| 施設                     | 期間                    | 展示内容                     |
| ------------------------ | ----------------------- | ---------------------------- |
| 北海道大学総合博物館     | 2021年4月28日 - 7月4日  | 歯骨・烏口骨・頸椎のレプリカ |
| 兵庫県立人と自然の博物館 | 2021年5月12日 - 7月11日 | 実物標本                     |
| 淡路文化史料館           | 2021年7月17日 - 8月29日 | 歯骨・烏口骨・頸椎のレプリカ |

## 科学的知見

### タフォノミー
北阿万累層が海成層である一方、本格的に海に適応した恐竜は例が無い。それにも拘わらずヤマトサウルスが海成層で化石化したのは、死遺が海に流れ込んで堆積したためと考えられている。つまり、本種の化石は、生物遺体が生物圏（バイオスフィア）から岩石圏（リソスフィア / リソスフェア）へと置換されてゆく過程の研究、すなわち「タフォノミー (Taphonomy) 」の研究対象でもある。
北阿万累層に含まれる微化石を用いて、通常は陸成層の年代測定に用いられる花粉よりも正確な年代測定が可能と見込まれている。

### 分類

#### 系統分類
本種は、2005年（平成17年）に札幌医科大学と兵庫県立人と自然の博物館の研究員によってランベオサウルス亜科の恐竜として論文が発表され、極東を中心としたハドロサウルス科の進化の手がかりになることが期待された。おおよそ16年後の2021年（令和3年）、上述の特徴に基づいて他の後期白亜紀のハドロサウルス科恐竜と異なる新属新種と判断され記載・命名に至った。
2021年に発表された研究では354個の特徴を用いて他のハドロサウルス科恐竜70種との系統解析が行われ、従来考えられていたよりも基盤的な、ランベオサウルス亜科とサウロロフス亜科が枝分かれする以前のハドロサウルス科の属に位置付けられた。後期白亜紀の後半の地層から化石が産出したにも拘わらず基盤的な位置を示すこと、また、中華人民共和国のタニウスやモンゴルのプレシオハドロスといった後期白亜紀後半の基盤的な恐竜がほかにも東アジアで確認されていることから、ヤマトサウルスはそれらの恐竜と共に東アジアで2000万年から3000万年程度長く生き延びた古い属種であったことが示唆されている。後期白亜紀の後半の地層からは北海道でカムイサウルスが発見されており、東アジア沿岸域の北部に派生的な属、南部に基盤的な属が生息し、分布域が重複していなかったために両者が同じ時代に共存できた可能性が考えられている。要するに、ヤマトサウルスは、カムイサウルスのような明らかな進化型近縁種が周辺地域で隆盛する中、原始型の不利な形質を具えていながらも集団生物学でいうところの一種のレフュージア（待避地）に守られて繁栄していたことが考えられる。
以下は、小林らが2021年に発表した、ヤマトサウルスとその他ハドロサウルス科の系統関係を示すクラドグラムである。

|                                  | Yamatosaurus ヤマトサウルス                                                                                            |
|                                  | |
| Euhadrosauria 真ハドロサウルス類 | \| \| Saurolophinae サウロロフス亜科 [注 13] \| \| \| \| \| \| Lambeosaurinae ランベオサウルス亜科 [注 14] \| \| \| \| |
|                                  | \| \| Saurolophinae サウロロフス亜科 [注 13] \| \| \| \| \| \| Lambeosaurinae ランベオサウルス亜科 [注 14] \| \| \| \| |
|                                  | Saurolophinae サウロロフス亜科                                                                                         |
|                                  | |
|                                  | Lambeosaurinae ランベオサウルス亜科                                                                                    |
|                                  | |

|  | Saurolophinae サウロロフス亜科      |
|  |                                     |
|  | Lambeosaurinae ランベオサウルス亜科 |
|  |                                     |

|                                  | Yamatosaurus ヤマトサウルス                                                                                            |
|                                  | |
| Euhadrosauria 真ハドロサウルス類 | \| \| Saurolophinae サウロロフス亜科 [注 13] \| \| \| \| \| \| Lambeosaurinae ランベオサウルス亜科 [注 14] \| \| \| \| |
|                                  | \| \| Saurolophinae サウロロフス亜科 [注 13] \| \| \| \| \| \| Lambeosaurinae ランベオサウルス亜科 [注 14] \| \| \| \| |
|                                  | Saurolophinae サウロロフス亜科                                                                                         |
|                                  | |
|                                  | Lambeosaurinae ランベオサウルス亜科                                                                                    |
|                                  | |

|  | Saurolophinae サウロロフス亜科      |
|  |                                     |
|  | Lambeosaurinae ランベオサウルス亜科 |
|  |                                     |

### 形質
2004年には全長 10 mと推定されていたが、2021年には全長 7 - 8 mに下方修正された。また、2021年には体重 4 - 5 tと推定されている。
本属の固有派生形質として、歯骨に見られるデンタルバッテリー構造において機能歯が1本しか存在しないことがあることや、歯の咬合面に分岐稜線 (branching ridge) が存在せず、平面的であることが挙げられる。さらに、後方に向かって穏やかに広がる歯骨の結合面と側面、大きく腹側に面する上角骨という形質の組み合わせも見られる。また、烏口骨の上腕二頭筋結節が発達していない点がカンパニアン期以降の派生的ハドロサウルス科との最大の相違点である。発達した上腕二頭筋結節は白亜紀末におけるハドロサウルス科の適応放散に影響した可能性が考えられている。

## 関係者
主要な研究者
- Shingo KISHIMOTO（岸本 眞五）[30]

(1948- )  日本人。本種の化石の第一発見者。兵庫県姫路市在住のアマチュア化石研究家。兵庫県立人と自然の博物館地域研究員。兵庫古生物研究会代表。2004年5月に本種の化石を発見した。年齢は本種が記載された2021年4月当時で72歳。そこから逆算すると、化石発見時は（72-17= で）55歳ごろ。トバリュウの化石発見者の一人でもある。
- Daisuke SUZUKI（鈴木 大輔｜研究者番号：40372817[研 1]）[研 1][研 2]

日本人。整形外科学者、スポーツ科学者（※本種に携わった当時は整形外科学の研究員であった。そののち、スポーツ科学の専門家になる。）。ヤマトサウルスに関する最初の論文 "Newly Found Hadrosaur Fossil Co producing Broadleaf Fossils from Sumoto, West Central Japan"（2005: 兵庫県洲本市より産出したハドロサウルス化石）の筆頭著者。2005年の論文発表当時は札幌医科大学医学部解剖学第二講座 研究員。2021年度以降は北海道千歳リハビリテーション大学教授。
- Yoshitsugu KOBAYASHI（小林 快次）[研 4][研 5]

(1971- )  日本人。古生物学者、層序学者。本種の記載者の一人（筆頭著者）。北海道大学総合博物館所属（教授）、ほか。日本古生物学会会員。フクイサウルスやカムイサウルスの研究でも有名。
- Ryuji TAKASAKI（高崎 竜司）[研 6][研 7][研 8]

(1990- )  日本人。古生物学者（専門は古脊椎動物学）。本種の記載者の一人。北海道大学卒業。岡山理科大学所属研究員。古脊椎動物学会会員。ニッポノサウルスの研究者の一人でもある。
- Katsuhiro KUBOTA（久保田 克博）[研 9][研 10]

(1979- )  日本人。古生物学者。本種の記載者の一人。兵庫県立人と自然の博物館所属研究員。日本古生物学会会員、日本地質学会会員、古脊椎動物学会会員。
- Anthony FIORILLO (Anthony Ricardo FIORILLO)（アンソニー・フィオリロ（英語版）、アンソニー・リカード、フィオリロ）[研 11][研 12][研 13]

(1957- )  アメリカ人。古生物学者。本種の記載者の一人。サザンメソジスト大学教授。ペロー自然科学博物館館長。

## 記載論文
- Kobayashi, Yoshitsugu; Takasaki, Ryuji; Kubota, Katsuhiro; Fiorillo, Anthony (First submitted: 08 February 2021). “A New Basal Hadrosaurid (Dinosauria: Ornithischia) From the Latest Cretaceous Kita-ama Formation in Japan: the Rise of Hadrosaurs” (English). Scientific Reports (Nature Research). doi:10.21203/rs.3.rs-225217/v1.
  - “A new basal hadrosaurid (Dinosauria: Ornithischia) from the latest Cretaceous Kita-ama Formation in Japan implies the origin of hadrosaurids” (English). Scientific Reports (London: Nature Research) 8547 (2021). (27 April 2021). 
  - 記載された属：Yamatosaurus Kobayashi et al., 2021
  - 記載された種：Yamatosaurus izanagii Kobayashi et al., 2021